# Scalesia
Scalesia ist eine Gattung aus der Familie der Asteraceae, Tribus Heliantheae. Die Gattung Scalesia besteht aus ca. 15 Arten, ist endemisch für die Flora der Galapagos-Inseln und ist ein Beispiel für adaptive Radiation auf Inseln. Der Gattungsname ehrt den schottischen Naturforscher und Botaniker William Alexander Stables (1810–1890). Der Namensgeber schrieb aber versehentlich „Scales“ statt „Stables“.

## Beschreibung
Die meisten Arten bilden Sträucher mit einer Höhe bis zu 3 m. Scalesia microcephala wächst als kleiner Baum oder Strauch mit bis zu 4 m Höhe. Scalesia pedunculata bildet Bäume, die bis zu 20 m hoch werden und richtiggehende Wälder auf Santa Cruz, San Cristóbal, Floreana und Santiago bilden. Sie ist die Charakterart der sogenannten Scalesia-Zone.
Die meisten Arten haben einfache, lanzettliche bis ovale oder herzförmige Blätter. Einige Arten haben gelappte oder sogar tief geteilte Blätter. Die Blütenköpfchen haben meist Röhrenblüten und sind weiß.
Viele Arten der Gattung sind gefährdet, insbesondere die Scalesia-Wälder.

## Systematik

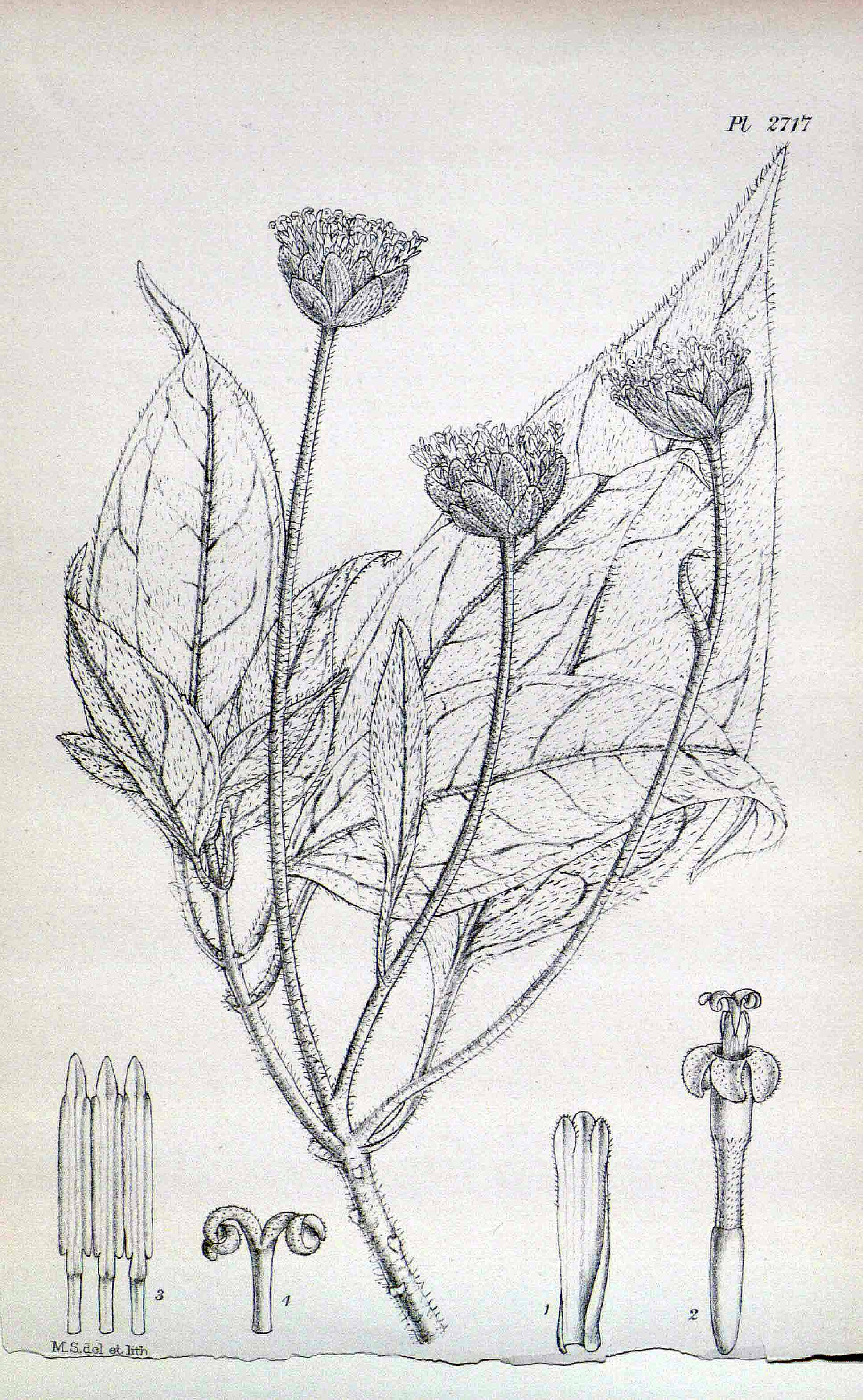
Blüten und Blätter von Scalesia pedunculata (Illustration)

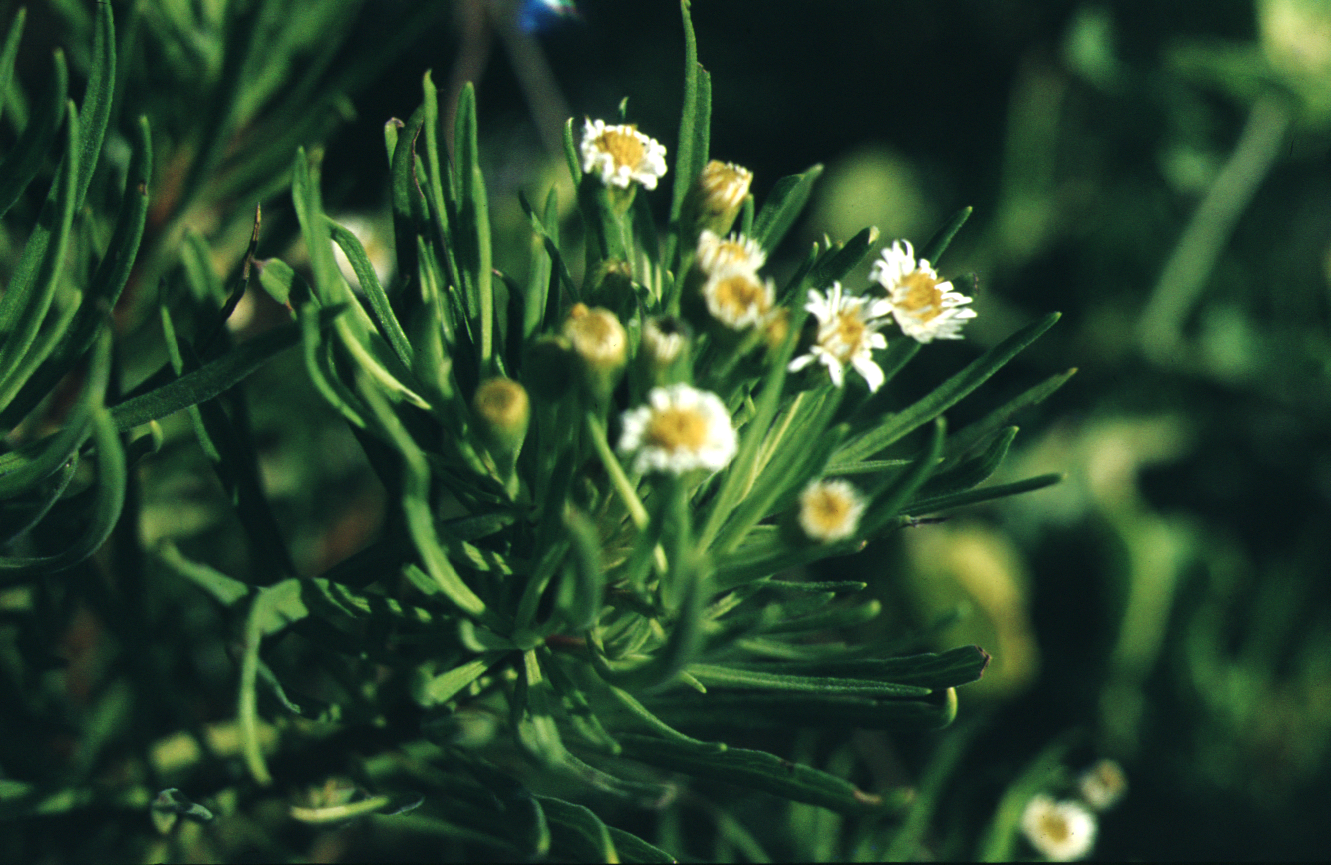
Scalesia affinis auf der Insel Isabela

Wiggins und Porter (1971) führen folgende Arten auf (mit Angabe der Standorte und Fundorte):
- Scalesia affinis Hook. f.: Pionier auf Lava, von Meereshöhe bis 600 m; Fernandina, Isabela, Santa Cruz, Floreana.
- Scalesia aspera Andersson: in küstennahen Bereichen; Santa Cruz
- Scalesia atractyloides Arn.: Pionierpflanze an frischer Lava; Santiago
- Scalesia cordata A.Stewart: auf relativ feuchten Stellen; Südlicher Teil von Isabela
- Scalesia helleri B.L. Rob.: Pionierpflanze, küstennah; Santa Cruz, Santa Fé
- Scalesia incisa Hook. f.: Pionierpflanze, bis in Höhen über 500 m; Pinta, Pinzón, San Cristóbal, Santa Cruz, Wolf
- Scalesia microcephala B.L.Rob.: Mittlere und höhere Lagen; Fernandina, Isabela
- Scalesia pedunculata Hook. f.: kleiner bis mittelgroßer Baum, bis zu 20 m Höhe, in feuchten Lagen; Santa Cruz, Santiago, San Cristobal, Floreana
- Scalesia stewartii L.Riley: auf Lava von Küstennähe bis in 200 m. Bartolomé, Santiago
- Scalesia villosa A. Stewart: Pionierpflanze, Floreana und Champion (kleine Insel bei Floreana).